# Рапикум
Рапикум —  древний город в Месопотамии на среднем течении Евфрата между Хитом и Сиппаром, ставший причиной многочисленных конфликтов между Вавилоном, Эшнунной и царством Верхней Месопотамии Шамши-Адада I. Упоминается в текстах начиная от III династии Ура (XXI в. до н.э.) и заканчивая царствованием Саргона II (VIII в. до н.э.)

## История
В эпоху III династии Ура (ок. 2112—2004 до н. э.) Рапикум был резиденцией военного губернатора. После этого он стал автономным городом-государством. В первые десятилетия XVIII в. до н. э. за контроль над городом соперничали вавилонский царь Хаммурапи (1792—1750 до н. э.), ассирийский царь Шамши-Адад I (1796—1775 до н. э.) и эшнуннские цари Дадуша (1788—1779 до н. э.) и Ибаль-пи-Эль II (1779—1765 до н. э.). Также Рапикум участвовал в военном союзе, разбитом царём Ларсы Рим-Сином (1822—1763 до н. э.). Вероятно, Рапикум, занимавший стратегически важное положение в пограничной области между Вавилонией и Ассирией, значительно пострадал от соперничества между этими царствами, подвергаясь нападениям как со стороны Хаммурапи, так и со стороны Ибаль-пи-Эля. Хаммурапи утверждал, что Рапикум был передан ему Шамши-Ададом, отбившим его у эшнуннитов. Власть Хаммурапи над городом была подтверждена в 1770 году до н. э., когда Ибаль-пи-Эль вывел свои войска из региона Джебель-Синджар.
В позднем бронзовом веке ассирийский царь Адад-нирари I (1307—1275 до н. э.) упоминал Рапикум в числе своих обширных завоеваний. Хотя Рапикум при этом называется городом Вавилонии, это скорее означает географическое расположение, а не политическую принадлежность. Во второй половине XIII в. до н. э. Рапикум был одним из 38 районов и городов, захваченных ассирийским царём Тукульти-Нинуртой I (1244—1208 до н. э.). Но около 1193 года до н. э. вавилонский царь Адад-шум-уцур (1216—1187 до н. э.) освободил Вавилонию от Ассирии, и Рапикум, вероятно, снова стал частью вавилонского царства. Известно, что в поход на Рапикум ходил эламский царь Шилхак-Иншушинак (1150—1120 до н. э.).
К XI веку до н. э. в Рапикуме появляется значительное арамейское население. Город упоминается в связи с походами ассирийских царей Тиглатпаласара I (1115—1076 до н. э.) и Ашшур-бел-калы (1074—1056 до н. э.) против арамейцев. Известно также о захвате города Ашшур-нацир-апалом II (884—859 до н. э.). Позже Рапикум упоминается в списке 35 арамейский племён, покорённых ассирийским царём Тиглатпаласара III (745—727 до н. э.). Вероятно, это событие относится к 745 году до н. э., хотя ассоциация города с племенем может быть ошибочной. Полвека спустя Рапикум упоминается в числе союзников Элама, побеждённых Синаххерибом (705—680 до н. э.) в Битве при Халуле (англ.) (691 год до н. э.), хотя отсутствуют какие-либо прямые доказательства участия Рапикума в военных действиях в новоассирийский период.